# Фулда (Міннесота)
Фулда (англ. Fulda) — місто (англ. city) в США, в окрузі Маррей штату Міннесота. Населення — 1371 особа (2020).

## Географія
Фулда розташована за координатами 43°52′3″ пн. ш. 95°36′21″ зх. д. / 43.86750° пн. ш. 95.60583° зх. д. (43.867560, -95.605713).  За даними Бюро перепису населення США в 2010 році місто мало площу 2,87 км², з яких 2,66 км² — суходіл та 0,20 км² — водойми.

## Демографія
Згідно з переписом 2010 року, у місті мешкало 1318 осіб у 566 домогосподарствах у складі 324 родин. Густота населення становила 460 осіб/км².  Було 615 помешкань (215/км²).
Расовий склад населення:
| - 91,7 % — білих - 4,2 % — азіатів - 0,8 % — чорних або афроамериканців - 0,2 % — корінних американців - 1,5 % — осіб інших рас |

До двох чи більше рас належало 1,5 %. Частка іспаномовних становила 3,3 % від усіх жителів.
За віковим діапазоном населення розподілялося таким чином: 21,8 % — особи молодші 18 років, 51,7 % — особи у віці 18—64 років, 26,5 % — особи у віці 65 років та старші. Медіана віку мешканця становила 46,8 року. На 100 осіб жіночої статі у місті припадало 85,6 чоловіків;  на 100 жінок у віці від 18 років та старших — 80,9 чоловіків також старших 18 років.
Середній дохід на одне домашнє господарство  становив 51 844 долари США (медіана — 42 315), а середній дохід на одну сім'ю — 67 634 долари (медіана — 61 172). Медіана доходів становила 44 886 доларів для чоловіків та 25 000 доларів для жінок. За межею бідності перебувало 13,4 % осіб, у тому числі 23,8 % дітей у віці до 18 років та 7,1 % осіб у віці 65 років та старших.
Цивільне працевлаштоване населення становило 608 осіб. Основні галузі зайнятості: освіта, охорона здоров'я та соціальна допомога — 39,0 %, виробництво — 12,2 %, транспорт — 7,9 %, мистецтво, розваги та відпочинок — 6,9 %.